# Clionella vilma
Clionella vilma é uma espécie de gastrópode do gênero Clionella, pertencente a família Clavatulidae.